# Nuraghi polilobati della provincia di Sassari
I nuraghi polilobati della provincia di Sassari:

## Nuraghi
| Nome                          | Comune                 | Coordinate           | Mappa | Tipo               |
| ----------------------------- | ---------------------- | -------------------- | ----- | ------------------ |
| nuraghe Intro 'e Serra        | Alà dei Sardi          | 40.63875°N 9.29914°E | Mappa | nuraghe polilobato |
| nuraghe Nuri                  | Alà dei Sardi          | 40.6281°N 9.3992°E   | Mappa | nuraghe polilobato |
| nuraghe Crabile de Rodeddu    | Alghero                | 40.58028°N 8.22289°E | Mappa | nuraghe polilobato |
| nuraghe Cubalciada            | Alghero                | 40.65818°N 8.2398°E  | Mappa | nuraghe polilobato |
| nuraghe Fighera               | Alghero                | 40.60544°N 8.28693°E | Mappa | nuraghe polilobato |
| nuraghe Flumenelongu          | Alghero                | 40.64498°N 8.26519°E | Mappa | nuraghe polilobato |
| nuraghe Guardia Grande        | Alghero                | 40.63778°N 8.22343°E | Mappa | nuraghe polilobato |
| nuraghe Monte Carru           | Alghero                | 40.56779°N 8.3547°E  | Mappa | nuraghe polilobato |
| nuraghe Monte Siseri Alto     | Alghero                | 40.6467°N 8.25195°E  | Mappa | nuraghe polilobato |
| nuraghe Monte Siseri Basso    | Alghero                | 40.64643°N 8.25646°E | Mappa | nuraghe polilobato |
| nuraghe Nuragattoli           | Alghero                | 40.6523°N 8.26298°E  | Mappa | nuraghe polilobato |
| nuraghe Orune                 | Alghero                | 40.64295°N 8.23296°E | Mappa | nuraghe polilobato |
| nuraghe Palmavera             | Alghero                | 40.59504°N 8.24286°E | Mappa | nuraghe polilobato |
| nuraghe Risola                | Alghero                | 40.63918°N 8.20959°E | Mappa | nuraghe polilobato |
| nuraghe Sant'Imbenia          | Alghero                | 40.62265°N 8.19661°E | Mappa | nuraghe polilobato |
| nuraghe s'Ena de Calvia       | Alghero                | 40.57919°N 8.35105°E | Mappa | nuraghe polilobato |
| nuraghe su Cadalanu           | Alghero                | 40.61768°N 8.3968°E  | Mappa | nuraghe polilobato |
| nuraghe Biliole               | Anela                  | 40.43661°N 9.04177°E | Mappa | nuraghe polilobato |
| nuraghe Orchinele             | Anela                  | 40.48992°N 8.99817°E | Mappa | nuraghe polilobato |
| nuraghe Pianu Oschiri         | Anela                  | 40.48047°N 8.97459°E | Mappa | nuraghe polilobato |
| nuraghe Tremmini              | Anela                  | 40.4517°N 9.0074°E   | Mappa | nuraghe polilobato |
| nuraghe de Riu Runaghe        | Ardara                 | 40.63577°N 8.78554°E | Mappa | nuraghe polilobato |
| nuraghe Cascioni              | Arzachena              | 41.06966°N 9.4419°E  | Mappa | nuraghe polilobato |
| nuraghe La Prisgiona          | Arzachena              | 41.0477°N 9.36231°E  | Mappa | nuraghe polilobato |
| nuraghe La Punta di la Ettica | Arzachena              | 41.03581°N 9.34858°E | Mappa | nuraghe polilobato |
| nuraghe Li Conchi             | Arzachena              | 41.07867°N 9.40553°E | Mappa | nuraghe polilobato |
| nuraghe di Ogolo o di Urchi   | Benetutti              | 40.41935°N 9.11352°E | Mappa | nuraghe polilobato |
| nuraghe Pedrarva              | Benetutti              | 40.38786°N 9.11585°E | Mappa | nuraghe polilobato |
| nuraghe Puddighino            | Benetutti              | 40.41637°N 9.13142°E | Mappa | nuraghe polilobato |
| nuraghe s'Aspru               | Benetutti              | 40.4564°N 9.13406°E  | Mappa | nuraghe polilobato |
| nuraghe Torodda               | Benetutti              | 40.41912°N 9.15654°E | Mappa | nuraghe polilobato |
| nuraghe Arisanis              | Bono                   | 40.41391°N 9.08434°E | Mappa | nuraghe polilobato |
| nuraghe Badde Cherchi         | Bono                   | 40.38881°N 9.07531°E | Mappa | nuraghe polilobato |
| nuraghe Monte Acchile         | Bono                   | 40.48078°N 8.96147°E | Mappa | nuraghe polilobato |
| nuraghe sas Doppias           | Bono                   | 40.43897°N 8.98887°E | Mappa | nuraghe polilobato |
| nuraghe Cagai                 | Bonorva                | 40.4685°N 8.82369°E  | Mappa | nuraghe polilobato |
| nuraghe Cujaru                | Bonorva                | 40.47518°N 8.82957°E | Mappa | nuraghe polilobato |
| nuraghe Puttos de Inza        | Bonorva                | 40.43603°N 8.86232°E | Mappa | nuraghe polilobato |
| nuraghe Tres Nuraghes         | Bonorva                | 40.42707°N 8.76129°E | Mappa | nuraghe polilobato |
| nuraghe San Pietro            | Borutta                | 40.52087°N 8.7495°E  | Mappa | nuraghe polilobato |
| nuraghe Dorone                | Bottidda               | 40.34364°N 9.08151°E | Mappa | nuraghe polilobato |
| nuraghe Presone               | Bottidda               | 40.42684°N 8.94866°E | Mappa | nuraghe polilobato |
| nuraghe sa Corona             | Bottidda               | 40.39543°N 9.00365°E | Mappa | nuraghe polilobato |
| nuraghe sa Pietade            | Bottidda               | 40.38105°N 9.04664°E | Mappa | nuraghe polilobato |
| nuraghe s'Orculana            | Bottidda               | 40.3578°N 9.05678°E  | Mappa | nuraghe polilobato |
| nuraghe sos Schidas           | Bottidda               | 40.35621°N 9.09082°E | Mappa | nuraghe polilobato |
| nuraghe Errere                | Buddusò                | 40.56217°N 9.19523°E | Mappa | nuraghe polilobato |
| nuraghe Loelle                | Buddusò                | 40.56845°N 9.31593°E | Mappa | nuraghe polilobato |
| nuraghe Mandra Inganna        | Bultei                 | 40.48717°N 9.05178°E | Mappa | nuraghe polilobato |
| nuraghe San Saturnino         | Bultei                 | 40.42484°N 9.11896°E | Mappa | nuraghe polilobato |
| nuraghe Tilariga              | Bultei                 | 40.47654°N 9.04923°E | Mappa | nuraghe polilobato |
| nuraghe Bonora                | Bulzi                  | 40.85735°N 8.85391°E | Mappa | nuraghe polilobato |
| nuraghe Malosa                | Bulzi                  | 40.8427°N 8.84919°E  | Mappa | nuraghe polilobato |
| nuraghe Rodas                 | Bulzi                  | 40.83793°N 8.85368°E | Mappa | nuraghe polilobato |
| nuraghe Chentinu              | Burgos                 | 40.42556°N 8.94368°E | Mappa | nuraghe polilobato |
| nuraghe sa Costa              | Burgos                 | 40.42516°N 8.93418°E | Mappa | nuraghe polilobato |
| nuraghe s'Unighedda           | Burgos                 | 40.43217°N 8.93691°E | Mappa | nuraghe polilobato |
| nuraghe Monte di Deu          | Calangianus            | 40.89916°N 9.16733°E | Mappa | nuraghe polilobato |
| nuraghe Franzesu              | Castelsardo            | 40.89543°N 8.72135°E | Mappa | nuraghe polilobato |
| nuraghe li Colti              | Castelsardo            | 40.89874°N 8.75866°E | Mappa | nuraghe polilobato |
| nuraghe Monte Oschiri         | Castelsardo            | 40.89136°N 8.67306°E | Mappa | nuraghe polilobato |
| nuraghe Paddaggiu             | Castelsardo            | 40.89316°N 8.75518°E | Mappa | nuraghe polilobato |
| nuraghe Paltuso               | Castelsardo            | 40.90329°N 8.78193°E | Mappa | nuraghe polilobato |
| nuraghe Pischinaccia          | Castelsardo            | 40.9129°N 8.76085°E  | Mappa | nuraghe polilobato |
| nuraghe Schina di San Giorgio | Castelsardo            | 40.88759°N 8.7891°E  | Mappa | nuraghe polilobato |
| nuraghe Accas                 | Cossoine               | 40.45361°N 8.70774°E | Mappa | nuraghe polilobato |
| nuraghe Mandras               | Cossoine               | 40.42441°N 8.72353°E | Mappa | nuraghe polilobato |
| nuraghe Monte San Martino     | Esporlatu              | 40.38485°N 8.96197°E | Mappa | nuraghe polilobato |
| nuraghe Bainzu Olia           | Florinas               | 40.64365°N 8.64013°E | Mappa | nuraghe polilobato |
| nuraghe Cobeltu               | Florinas               | 40.63121°N 8.64085°E | Mappa | nuraghe polilobato |
| nuraghe Corvos                | Florinas               | 40.59861°N 8.63534°E | Mappa | nuraghe polilobato |
| nuraghe Giorzi Massone        | Florinas               | 40.62214°N 8.65359°E | Mappa | nuraghe polilobato |
| nuraghe Loddauru Basso        | Florinas               | 40.65205°N 8.64523°E | Mappa | nuraghe polilobato |
| nuraghe Mina                  | Florinas               | 40.65627°N 8.65759°E | Mappa | nuraghe polilobato |
| nuraghe Norajalvu             | Florinas               | 40.63183°N 8.6651°E  | Mappa | nuraghe polilobato |
| nuraghe su Monte              | Florinas               | 40.62412°N 8.65786°E | Mappa | nuraghe polilobato |
| nuraghe su Tumbone            | Florinas               | 40.60222°N 8.64684°E | Mappa | nuraghe polilobato |
| nuraghe Urzeghe               | Florinas               | 40.61955°N 8.67121°E | Mappa | nuraghe polilobato |
| nuraghe 'e Ponte              | Giave                  | 40.47203°N 8.74885°E | Mappa | nuraghe polilobato |
| nuraghe Idda                  | Giave                  | 40.46237°N 8.70385°E | Mappa | nuraghe polilobato |
| nuraghe Oes                   | Giave                  | 40.47978°N 8.77455°E | Mappa | nuraghe polilobato |
| nuraghe Riu Ena               | Giave                  | 40.47531°N 8.68994°E | Mappa | nuraghe polilobato |
| nuraghe s'Ammuradu            | Giave                  | 40.47126°N 8.69808°E | Mappa | nuraghe polilobato |
| nuraghe Santu Sistu           | Giave                  | 40.47642°N 8.69119°E | Mappa | nuraghe polilobato |
| nuraghe Iscretti              | Illorai                | 40.38673°N 8.91327°E | Mappa | nuraghe polilobato |
| nuraghe sa Paule Ruja         | Illorai                | 40.40361°N 8.93528°E | Mappa | nuraghe polilobato |
| nuraghe sa Toa                | Illorai                | 40.33121°N 8.99808°E | Mappa | nuraghe polilobato |
| nuraghe Serralo               | Illorai                | 40.37429°N 8.94872°E | Mappa | nuraghe polilobato |
| nuraghe Tudulu                | Illorai                | 40.40396°N 8.91811°E | Mappa | nuraghe polilobato |
| nuraghe Funtana               | Ittireddu              | 40.54252°N 8.91451°E | Mappa | nuraghe polilobato |
| nuraghe Brundette             | Ittiri                 | 40.60761°N 8.58713°E | Mappa | nuraghe polilobato |
| nuraghe Giundali              | Ittiri                 | 40.57726°N 8.5735°E  | Mappa | nuraghe polilobato |
| nuraghe Irventi               | Ittiri                 | 40.59948°N 8.55191°E | Mappa | nuraghe polilobato |
| nuraghe Maiore                | Ittiri                 | 40.57824°N 8.56385°E | Mappa | nuraghe polilobato |
| nuraghe Pittu Altu            | Ittiri                 | 40.64333°N 8.5296°E  | Mappa | nuraghe polilobato |
| nuraghe s'Elighe              | Ittiri                 | 40.58174°N 8.60512°E | Mappa | nuraghe polilobato |
| nuraghe sos Bassizzos         | Ittiri                 | 40.62329°N 8.58166°E | Mappa | nuraghe polilobato |
| nuraghe su Nie                | Monteleone Rocca Doria | 40.49179°N 8.54102°E | Mappa | nuraghe polilobato |
| nuraghe Tudera basso          | Monteleone Rocca Doria | 40.48677°N 8.55367°E | Mappa | nuraghe polilobato |
| nuraghe Tres Nuraghes         | Mores                  | 40.51815°N 8.8272°E  | Mappa | nuraghe polilobato |
| nuraghe San Pietro            | Nughedu San Nicolò     | 40.55308°N 8.97934°E | Mappa | nuraghe polilobato |
| nuraghe Istelai               | Nule                   | 40.47837°N 9.28273°E | Mappa | nuraghe polilobato |
| nuraghe Laonidde              | Nule                   | 40.48853°N 9.22957°E | Mappa | nuraghe polilobato |
| nuraghe Voes                  | Nule                   | 40.47928°N 9.24833°E | Mappa | nuraghe polilobato |
| nuraghe Alvu                  | Nulvi                  | 40.8307°N 8.75638°E  | Mappa | nuraghe polilobato |
| nuraghe Belveghile            | Olbia                  | 40.94909°N 9.50263°E | Mappa | nuraghe polilobato |
| nuraghe Casteddu              | Olbia                  | 40.8804°N 9.48474°E  | Mappa | nuraghe polilobato |
| nuraghe Basciu                | Olmedo                 | 40.66969°N 8.37282°E | Mappa | nuraghe polilobato |
| nuraghe Carchinadas           | Olmedo                 | 40.66913°N 8.3814°E  | Mappa | nuraghe polilobato |
| nuraghe Pulpazos              | Olmedo                 | 40.62843°N 8.37528°E | Mappa | nuraghe polilobato |
| nuraghe Chilchinu             | Oschiri                | 40.68822°N 9.07846°E | Mappa | nuraghe polilobato |
| nuraghe Culzu                 | Oschiri                | 40.68443°N 9.09357°E | Mappa | nuraghe polilobato |
| nuraghe Giuanna Orutta        | Oschiri                | 40.6967°N 9.10368°E  | Mappa | nuraghe polilobato |
| nuraghe Longu                 | Oschiri                | 40.68247°N 9.10519°E | Mappa | nuraghe polilobato |
| nuraghe Mastru Franziscu      | Oschiri                | 40.70503°N 9.11034°E | Mappa | nuraghe polilobato |
| nuraghe Monte Uri II          | Oschiri                | 40.68944°N 9.06991°E | Mappa | nuraghe polilobato |
| nuraghe Pittigone             | Oschiri                | 40.71521°N 9.06843°E | Mappa | nuraghe polilobato |
| nuraghe Roccu                 | Oschiri                | 40.82762°N 9.06733°E | Mappa | nuraghe polilobato |
| nuraghe Ruiu                  | Oschiri                | 40.81778°N 9.058°E   | Mappa | nuraghe polilobato |
| nuraghe sa Conchedda          | Oschiri                | 40.72108°N 9.08637°E | Mappa | nuraghe polilobato |
| nuraghe s'Abba Salida         | Oschiri                | 40.6967°N 9.07854°E  | Mappa | nuraghe polilobato |
| nuraghe Biancu                | Ossi                   | 40.627°N 8.60096°E   | Mappa | nuraghe polilobato |
| nuraghe Mandra 'e Munza       | Ossi                   | 40.62469°N 8.63206°E | Mappa | nuraghe polilobato |
| nuraghe Monte Aranzu          | Ossi                   | 40.64212°N 8.60744°E | Mappa | nuraghe polilobato |
| nuraghe Pianu Marras          | Ossi                   | 40.63101°N 8.59261°E | Mappa | nuraghe polilobato |
| nuraghe sa Chintosera         | Ossi                   | 40.65255°N 8.59506°E | Mappa | nuraghe polilobato |
| nuraghe Sisini                | Ossi                   | 40.65622°N 8.60458°E | Mappa | nuraghe polilobato |
| nuraghe Zuniari               | Ossi                   | 40.61532°N 8.63961°E | Mappa | nuraghe polilobato |
| nuraghe Bilimone II           | Ozieri                 | 40.64513°N 8.84773°E | Mappa | nuraghe polilobato |
| nuraghe Burghidu              | Ozieri                 | 40.68339°N 8.96426°E | Mappa | nuraghe polilobato |
| nuraghe Columbalza            | Ozieri                 | 40.64401°N 8.90304°E | Mappa | nuraghe polilobato |
| nuraghe Fraghedu              | Ozieri                 | 40.58139°N 8.93558°E | Mappa | nuraghe polilobato |
| nuraghe Maltinzana            | Ozieri                 | 40.65324°N 8.87316°E | Mappa | nuraghe polilobato |
| nuraghe Mannu                 | Ozieri                 | 40.6436°N 8.88651°E  | Mappa | nuraghe polilobato |
| nuraghe Meleu                 | Ozieri                 | 40.60555°N 9.03888°E | Mappa | nuraghe polilobato |
| nuraghe Monte Cheja           | Ozieri                 | 40.64815°N 8.85033°E | Mappa | nuraghe polilobato |
| nuraghe Monte 'e Brenna       | Ozieri                 | 40.55957°N 8.94072°E | Mappa | nuraghe polilobato |
| nuraghe Monzu                 | Ozieri                 | 40.70997°N 8.9217°E  | Mappa | nuraghe polilobato |
| nuraghe Pedra Niedda          | Ozieri                 | 40.55279°N 8.96554°E | Mappa | nuraghe polilobato |
| nuraghe sa Cherina            | Ozieri                 | 40.61743°N 9.0178°E  | Mappa | nuraghe polilobato |
| nuraghe Sa Mandra 'e sa Giua  | Ozieri                 | 40.61106°N 8.98954°E | Mappa | nuraghe polilobato |
| nuraghe Samunadolzu           | Ozieri                 | 40.55412°N 8.98677°E | Mappa | nuraghe polilobato |
| nuraghe San Nicola            | Ozieri                 | 40.56129°N 8.9585°E  | Mappa | nuraghe polilobato |
| nuraghe San Pietro            | Ozieri                 | 40.62092°N 9.00094°E | Mappa | nuraghe polilobato |
| nuraghe Santu Lussurzu        | Ozieri                 | 40.70835°N 8.90048°E | Mappa | nuraghe polilobato |
| nuraghe Tolovo                | Ozieri                 | 40.63619°N 9.01764°E | Mappa | nuraghe polilobato |
| nuraghe Longu                 | Padria                 | 40.38675°N 8.61488°E | Mappa | nuraghe polilobato |
| nuraghe Luchia                | Palau                  | 41.13904°N 9.33444°E | Mappa | nuraghe polilobato |
| nuraghe Lerno                 | Pattada                | 40.58437°N 9.1647°E  | Mappa | nuraghe polilobato |
| nuraghe Attentu               | Ploaghe                | 40.66106°N 8.73632°E | Mappa | nuraghe polilobato |
| nuraghe Funtana de Pedru      | Ploaghe                | 40.63999°N 8.74862°E | Mappa | nuraghe polilobato |
| nuraghe Margone               | Porto Torres           | 40.81266°N 8.3071°E  | Mappa | nuraghe polilobato |
| nuraghe Monte Alveghe         | Porto Torres           | 40.82619°N 8.39527°E | Mappa | nuraghe polilobato |
| nuraghe Monte Elva            | Porto Torres           | 40.82736°N 8.30538°E | Mappa | nuraghe polilobato |
| nuraghe Sant'Elena            | Porto Torres           | 40.81916°N 8.30157°E | Mappa | nuraghe polilobato |
| nuraghe Alvu                  | Pozzomaggiore          | 40.41°N 8.68402°E    | Mappa | nuraghe polilobato |
| nuraghe Calchinarzu           | Pozzomaggiore          | 40.40655°N 8.65209°E | Mappa | nuraghe polilobato |
| nuraghe Peidru                | Pozzomaggiore          | 40.34872°N 8.69132°E | Mappa | nuraghe polilobato |
| nuraghe Barula                | Santa Maria Coghinas   | 40.89362°N 8.86236°E | Mappa | nuraghe polilobato |
| nuraghe La Colba              | Santa Teresa Gallura   | 41.20145°N 9.16932°E | Mappa | nuraghe polilobato |
| nuraghe Lu Brandali           | Santa Teresa Gallura   | 41.23377°N 9.17457°E | Mappa | nuraghe polilobato |
| nuraghe della Scala           | Sassari                | 40.72111°N 8.62381°E | Mappa | nuraghe polilobato |
| nuraghe Elighe Longu          | Sassari                | 40.7139°N 8.33334°E  | Mappa | nuraghe polilobato |
| nuraghe Elighe Longu II       | Sassari                | 40.71866°N 8.33148°E | Mappa | nuraghe polilobato |
| nuraghe Ertas                 | Sassari                | 40.75587°N 8.39445°E | Mappa | nuraghe polilobato |
| nuraghe Estru                 | Sassari                | 40.80021°N 8.40503°E | Mappa | nuraghe polilobato |
| nuraghe Fenosu                | Sassari                | 40.74733°N 8.40042°E | Mappa | nuraghe polilobato |
| nuraghe Fermata Arcone        | Sassari                | 40.68648°N 8.45073°E | Mappa | nuraghe polilobato |
| nuraghe Iscalaccas            | Sassari                | 40.73508°N 8.63172°E | Mappa | nuraghe polilobato |
| nuraghe Li Cudineddi          | Sassari                | 40.78801°N 8.18604°E | Mappa | nuraghe polilobato |
| nuraghe li Luzzani            | Sassari                | 40.72924°N 8.52272°E | Mappa | nuraghe polilobato |
| nuraghe Li Padulazzi          | Sassari                | 40.72041°N 8.39688°E | Mappa | nuraghe polilobato |
| nuraghe Mela Ruja             | Sassari                | 40.76656°N 8.50878°E | Mappa | nuraghe polilobato |
| nuraghe Monte Oro             | Sassari                | 40.72686°N 8.5124°E  | Mappa | nuraghe polilobato |
| nuraghe Monte Uccari          | Sassari                | 40.68671°N 8.34636°E | Mappa | nuraghe polilobato |
| nuraghe Pianu de Olia         | Sassari                | 40.80209°N 8.38742°E | Mappa | nuraghe polilobato |
| nuraghe Pozzo d'Ussi          | Sassari                | 40.78115°N 8.26304°E | Mappa | nuraghe polilobato |
| nuraghe Saltareddu            | Sassari                | 40.69922°N 8.46061°E | Mappa | nuraghe polilobato |
| nuraghe Santu Baingiu Arca    | Sassari                | 40.68198°N 8.41582°E | Mappa | nuraghe polilobato |
| nuraghe Speranza              | Sassari                | 40.77995°N 8.3958°E  | Mappa | nuraghe polilobato |
| nuraghe Trobas                | Sassari                | 40.8032°N 8.2923°E   | Mappa | nuraghe polilobato |
| nuraghe Longu                 | Sedini                 | 40.89493°N 8.82327°E | Mappa | nuraghe polilobato |
| nuraghe Lu Padru              | Sedini                 | 40.83795°N 8.81473°E | Mappa | nuraghe polilobato |
| nuraghe Preadu                | Sedini                 | 40.8926°N 8.80614°E  | Mappa | nuraghe polilobato |
| nuraghe de Iscola             | Semestene              | 40.38414°N 8.71481°E | Mappa | nuraghe polilobato |
| nuraghe Chercos               | Sennori                | 40.76767°N 8.6072°E  | Mappa | nuraghe polilobato |
| nuraghe su Nuraghe            | Sennori                | 40.82431°N 8.64638°E | Mappa | nuraghe polilobato |
| nuraghe Conzattu              | Siligo                 | 40.59343°N 8.75856°E | Mappa | nuraghe polilobato |
| nuraghe Curzu                 | Siligo                 | 40.3518°N 8.4446°E   | Mappa | nuraghe polilobato |
| nuraghe Bacchileddi           | Sorso                  | 40.85192°N 8.63513°E | Mappa | nuraghe polilobato |
| nuraghe La Farrosa            | Sorso                  | 40.83455°N 8.58505°E | Mappa | nuraghe polilobato |
| nuraghe Casteddu              | Stintino               | 40.83151°N 8.24062°E | Mappa | nuraghe polilobato |
| nuraghe Lu Naracu Potzolu     | Telti                  | 40.90444°N 9.39575°E | Mappa | nuraghe polilobato |
| nuraghe Sa Prexone de Siana   | Telti                  | 40.8624°N 9.41823°E  | Mappa | nuraghe polilobato |
| nuraghe Majori                | Tempio Pausania        | 40.91951°N 9.09676°E | Mappa | nuraghe polilobato |
| nuraghe Nuracu d'Izzana       | Tempio Pausania        | 40.96872°N 9.05943°E | Mappa | nuraghe polilobato |
| nuraghe de Fora               | Tergu                  | 40.84891°N 8.73399°E | Mappa | nuraghe polilobato |
| nuraghe de Mesu               | Tergu                  | 40.85121°N 8.73357°E | Mappa | nuraghe polilobato |
| nuraghe Tudderi               | Tergu                  | 40.85211°N 8.69062°E | Mappa | nuraghe polilobato |
| nuraghe s'Ilvarezzu           | Thiesi                 | 40.53302°N 8.71738°E | Mappa | nuraghe polilobato |
| nuraghe Tre Nuraghes          | Tissi                  | 40.64876°N 8.59333°E | Mappa | nuraghe polilobato |
| nuraghe Cabu Abbas            | Torralba               | 40.48976°N 8.76033°E | Mappa | nuraghe polilobato |
| nuraghe Fraigas               | Torralba               | 40.48543°N 8.78219°E | Mappa | nuraghe polilobato |
| nuraghe Lendine               | Torralba               | 40.48611°N 8.82568°E | Mappa | nuraghe polilobato |
| nuraghe Ruju                  | Torralba               | 40.49661°N 8.81234°E | Mappa | nuraghe polilobato |
| nuraghe Santu Antine          | Torralba               | 40.48654°N 8.7698°E  | Mappa | nuraghe polilobato |
| nuraghe Attentu               | Uri                    | 40.61365°N 8.44808°E | Mappa | nuraghe polilobato |
| nuraghe Santa Caterina        | Uri                    | 40.63697°N 8.48931°E | Mappa | nuraghe polilobato |
| nuraghe 'e Filighe            | Usini                  | 40.64743°N 8.5717°E  | Mappa | nuraghe polilobato |
| nuraghe Appiu                 | Villanova Monteleone   | 40.44543°N 8.42°E    | Mappa | nuraghe polilobato |
| nuraghe Badde Chera           | Villanova Monteleone   | 40.50722°N 8.533°E   | Mappa | nuraghe polilobato |